# Arrondissement Montpellier
Montpellier is een arrondissement van het Franse departement Hérault in de regio Occitanie. De onderprefectuur is Montpellier.

## Kantons
Het arrondissement was tot 2014 samengesteld uit de volgende kantons:
- Kanton Castelnau-le-Lez
- Kanton Castries
- Kanton Claret
- Kanton Frontignan
- Kanton Lattes
- Kanton Lunel
- Kanton Les Matelles
- Kanton Mauguio
- Kanton Mèze
- Kanton Montpellier-1
- Kanton Montpellier-2
- Kanton Montpellier-3
- Kanton Montpellier-4
- Kanton Montpellier-5
- Kanton Montpellier-6
- Kanton Montpellier-7
- Kanton Montpellier-8
- Kanton Montpellier-9
- Kanton Montpellier-10
- Kanton Pignan
- Kanton Sète-1
- Kanton Sète-2

Na de herindeling van de kantons bij decreet van 26 februari 2014, met uitwerking op 22 maart 2015, en de grenswijziging van de arrondissementen per 1 januari 2017, zijn dat: 
- Kanton Agde  (deel: 1/5)
- Kanton Le Crès
- Kanton Frontignan
- Kanton Lattes
- Kanton Lunel
- Kanton Mauguio
- Kanton Mèze  (deel: 6/18)
- Kanton Montpellier-1
- Kanton Montpellier-2
- Kanton Montpellier-3
- Kanton Montpellier-4
- Kanton Montpellier-5
- Kanton Montpellier - Castelnau-le-Lez
- Kanton Pignan
- Kanton Saint-Gély-du-Fesc  (deel: 1/20)
- Kanton Sète